# Matthew Briggs
Pour les articles homonymes, voir Briggs.
Matthew Briggs, né le 6 mars 1991 à Wandsworth, est un footballeur international guyanien qui évolue au poste de défenseur.

## Biographie

### En club
Le 13 mai 2007, Matthew Briggs prend part à son premier match de Premier League en entrant en fin de match à la place de Moritz Volz face à Middlesbrough (défaite 3-1). Cette apparition fait de lui le plus jeune joueur à découvrir la Premier League à 16 ans et 65 jours, dépassant de 206 jours le record précédemment détenu par James Vaughan.
Après trois saisons passées en réserve, le jeune défenseur anglais est prêté pour un mois à Leyton Orient, club de D3 anglaise, le 16 janvier 2010. Il participe à son unique match trois jours plus tard face à Yeovil Town (victoire 2-0).
Le 25 août 2010, il joue son premier match de la saison 2010-2011 face à Port Vale en League Cup durant lequel il se distingue en délivrant une passe décisive à Zoltán Gera. Les Whites l'emportent facilement (6-0). Le 2 mars 2011, Briggs prolonge son contrat avec Fulham, ce qui le lie désormais au club londonien jusqu'en 2014. Utilisé à seulement quatre reprises par Mark Hughes lors de la saison 2010-2011, Matthew Briggs est régulièrement aligné par Martin Jol la saison suivante, notamment en Ligue Europa. Il marque d'ailleurs son premier but en professionnel le 14 juillet durant le match aller du deuxième tour de qualification face au club nord-irlandais de Crusaders (victoire 1-3). Briggs participe en grande partie à la campagne de Fulham dans cette compétition puisqu'il prend part à 11 des 14 matchs de son équipe qui est toutefois éliminée à l'issue de la phase de groupes en terminant troisième du groupe K.
Le 7 février 2012, Briggs est prêté pour un mois à Peterborough United (D2 anglaise) avec qui il dispute cinq matchs de championnat.
Le 26 octobre 2012, il est prêté pour un mois à Bristol City. En février 2013, il est prêté pour trois mois à Watford. En fin de contrat à Fulham, Briggs est libéré en juin 2014.
Le 1er août 2014, Briggs s'engage pour une saison avec le Millwall FC.
Le 22 janvier 2015, il est prêté à Colchester United. En fin de contrat avec Millwall en juin 2015, il s'engage pour deux saisons avec Colchester United.
Le 10 mars 2018, il rejoint Barnet.

### En sélection
Après avoir porté le maillot de l'Angleterre dans toutes les catégories depuis les moins de 16 ans, Matthew Briggs fait partie de la sélection anglaise des moins de 19 ans qui s'incline en finale de l'Euro 2009 face à l'Ukraine (0-2). Le 1er septembre 2011, il honore sa première sélection avec les espoirs face à l'Azerbaïdjan.
En mars 2015, Briggs annonce qu'il désire jouer avec la sélection guyanienne.
En juin 2019, il est retenu par le sélectionneur Michael Johnson afin de participer à la Gold Cup organisée aux États-Unis, en Jamaïque et au Costa Rica.

## Statistiques
| Saison    | Club                | Pays                | Championnat | Coupes nationales | Coupes d’Europe        | Sélection Angleterre |
| --------- | ------------------- | ------------------- | ----------- | ----------------- | ---------------------- | -------------------- |
| 2006-2007 | Fulham FC           | Premier League      | 1 match     | -                 | -                      | -                    |
| 2007-2008 | Fulham FC           | Premier League      | -           | -                 | -                      | -                    |
| 2008-2009 | Fulham FC           | Premier League      | -           | -                 | -                      | -                    |
| 2009-2010 | Fulham FC           | Premier League      | -           | -                 | -                      | -                    |
| 2009-2010 | Leyton Orient       | Football League One | 1 match     | -                 | -                      | -                    |
| 2010-2011 | Fulham FC           | Premier League      | 3 matchs    | 1 match           | -                      | -                    |
| 2011-2012 | Fulham FC           | Premier League      | 2 matchs    | 1 match           | 11 matchs / 1 but (C3) | -                    |
| 2011-2012 | Peterborough United | Championship        | 5 matchs    | -                 | -                      | -                    |
| 2012-2013 | Fulham FC           | Premier League      | 7 matchs    | 1 match           | -                      | -                    |
| 2012-2013 | Bristol City        | Championship        | 4 matchs    | 1 match           | -                      | -                    |

Dernière mise à jour le 17 mars 2013

## Palmarès

### En sélection
- Finaliste du Championnat d'Europe des moins de 19 ans en 2009.

### Distinction personnelle
- Plus jeune joueur à avoir évolué en Premier League (le 13 mai 2007, à 16 ans et 65 jours).